# Cerastidae
Die Cerastidae (syn. Pachnodidae) sind eine Familie landlebender Schnecken aus der Unterordnung der Landlungenschnecken (Stylommatophora). Sie umfasst derzeit ca. 130 in den Tropen und Subtropen lebender Arten.

## Merkmale
Die Gehäuse sind rechtsgewunden und kegelförmig, der Kegel ist von mittlerer Höhe, seltener sind die Gehäuse hochkegelförmig. Die Größe reicht von etwa 1 cm bis etwas über 5 cm. Die Gehäuse sind meist weiß bis hellbraun gefärbt und weisen bis zu fünf dunklere Bänder auf, oder ein Zickzack-Muster. Die Mündung ist meist zahnlos, lediglich bei der Gattung Passamaella  ist ein Columellarzahn und eine zahnähnliche Depression im Gaumenbereich des Gehäuses (Palatalbereich) vorhanden. Der Mündungsrand ist häufig einfach, seltener auch umgeschlagen, jedoch meist nicht verdickt. Die Schale kann dünn oder auch dick sein. Die Oberfläche ist häufig glatt oder nur schwach mit Anwachsstreifen ornamentiert, seltener auch kräftige Rippen. Im männlichen Teil des Genitalapparates fehlt das Flagellum, ebenso einen Blindsack auf dem Epihallus (Caecum). Der Penis weist gewöhnlich einen kurzen konischen oder wurmförmigen Fortsatz auf. Die Vagina ist mehr oder weniger deutlich angeschwollen und meist mit einem schwammigen Gewebe ausgekleidet. Die Spermathek ist kurz und meist ungestielt. Wenn ein Stiel vorhanden ist, ist dieser ohne Divertikel.

## Geographische Verbreitung, Vorkommen und Lebensweise
Die Arten der Familie leben in den tropischen und subtropischen Regionen von Afrika südlich der Sahara, in Südarabien, Sokotra, den Seychellen, Madagaskar, Indien, Sri Lanka, Thailand, Nordaustralien und Neuguinea. Das ursprüngliche Vorkommen auf St. Helena ist unsicher.

## Systematik
Schileyko (1998) und auch andere Autoren benutzten für diese Familie den Namen Pachnodidae, da die Typusgattung der Cerastidae, Cerastus Martens in Albers, 1860 angeblich durch Cerastus Dejean, 1821 präokkupiert sei. Dieser Name ist jedoch ein nomen nudum und nomenklatorisch nicht verfügbar. Damit ist aber Cerastus Martens in Albers, 1860 und der darauf basierende Familienname Cerastidae der gültige Name für dieses Taxon. Die Familie beinhaltet derzeit folgende Gattungen:
- Familie Cerastidae Wenz, 1923
  - Gattung Achatinelloides Nevill, 1878
  - Gattung Altenaia Zilch, 1972
  - Gattung Amimopina Solem, 1964
  - Gattung Apoecus Moellendorff, 1902[2]
  - Gattung Archeorachis Schileyko, 1998
  - Gattung Cerastus Martens in Albers, 1860
  - Gattung Conulinus Martens, 1895
  - Gattung Eduardia Gude, 1914
  - Gattung Euryptyxis Fischer, 1883
  - Gattung Hoqia Neubert, 2005[3]
  - Gattung Limicena Connolly, 1925
  - Gattung Microscintilla Neubert 2002
  - Gattung Nesiocerastus Van Mol & Coppois, 1980
  - Gattung Nesobia Ancey, 1887
  - Gattung Pachnodus Albers, 1860
  - Gattung Paracerastus Thiele, 1933
  - Gattung Passamaella Pfeiffer, 1877
  - Gattung Pleurorhachis Connolly, 1939
  - Gattung Polychordia Connolly, 1941
  - Gattung Rachis Albers, 1850
  - Gattung Rachispeculum Iredale, 1933
  - Gattung Rhachidina Thiele, 1911
  - Gattung Rhachistia Connolly, 1925
  - Gattung Soqena Neubert, 2005[4]
  - Gattung Zebrinopsis Thiele, 1931